# Djuptjärnen (Ströms socken, Jämtland, 708861-146439)
Djuptjärnen är en sjö i Strömsunds kommun i Jämtland och ingår i Indalsälvens huvudavrinningsområde.